# Rhododendron gonggashanense
Rhododendron gonggashanense är en ljungväxtart som beskrevs av W.K. Hu. Rhododendron gonggashanense ingår i släktet rododendron, och familjen ljungväxter. Inga underarter finns listade i Catalogue of Life.